# 長井館
長井館（ながいやかた）は、栃木県矢板市大字長井小字堀之内にあった日本の城（館城（平城））。

## 構造
長井郷土誌によると、回字型の方形状の館で、武者だまり、土塁、四方を囲む濠（水堀）があり、6ヘクタールほどの広さであった。虎口は、東西と南の真ん中にひとつずつ設けられており、地元の古老によれば、南側の大手口には朱塗りの太鼓橋がかけられ、稲葉太郎という木戸番が常駐していたという。東側の虎口は地元の村民用の搦手口とし、西側の虎口は通用門として使用されていた。

## 沿革
城跡には、現在それを示す石碑があり、これによれば長井館は室町中期に渡辺駿河守宗綱により築城されたとされる。大字長井の南方の下長井地区には、平安末期から鎌倉初期にかけて活躍した長井次郎安藤太により築かれた下長井館があり、ここから居城を移す形で築城されたと考えられている。ただ、石碑には渡辺駿河守とあるが、駿河守は、渡辺氏の主君である塩谷氏が室町中期頃に名乗っていた官途であり、家臣である渡辺氏が名乗ったとは考えられず、諸記録では、渡辺氏の官途は参河守（三河守）、あるいは信濃守とあるので、これは三河守の間違いである。
城は、長井支配の土豪渡辺氏の居城として機能し、渡辺氏は、佐野沼尻の戦いで佐竹氏と宇都宮氏の両氏から感状を受けるほどの武勲を挙げたりもした。しかし、天正17年（1589年）10月1日には、城は那須勢に攻められて、時の城主の渡辺信濃が76歳で切腹し、一度落城の憂き目を見ている。
そして、主君塩谷氏が永禄4年（1595年）2月8日に改易されると、家臣の渡辺氏も武士を捨て帰農し、城も廃城となった。

## 廃城後
城は、塩谷氏の改易とともに名目的には廃城となったが、城そのものは、その後、長井を支配する庄屋となった渡辺氏の屋敷としてそのまま存続し続けた。渡辺氏は長井一の実力者として、実質、長井地区を支配し続けたが、元和2年（1616年）、時の渡辺氏の当主である渡辺源右ェ門の権勢に反発した石下弥兵衛を始めとする同志たちが渡辺氏の支配から脱するために独立し、長井は上下の2村に分裂する。しかし、この分割は、地域を分割したものではなく、渡辺氏、石下氏それぞれを支持する人々による対人分割で行われたため、上下長井村の村民が混在するという複雑且つ不自然な支配となり、この状態は、明治2年（1869年）1月20日に上下長井村が合併されるまで続いた。
長井館は、昭和に至るまで渡辺氏の館として存続し続けたが、第二次世界大戦で渡辺氏の当主が病没し後継者がなく渡辺氏が断絶すると、屋敷は廃され、土地は分割されて民家や小学校などの用地となり、その遺構は完全に破壊されて消滅した。唯一、昭和58年（1983年）9月に建立された石碑が、その名残を残すのみである。

## 堀之内城の名称について
長井館の城跡を示す石碑には「堀之内城」とあり、長井館の別称となっているが、この地方では城跡に堀之内という字名がつけられることが多く、そのため堀之内城と呼ばれる城は数多く存在するため、この名称は通称として考えるべきであり、正式には、文献などに記されるように長井館（長井城）とするのが正しい。

## 参考資料
- 長井郷土誌
- 矢板市史